# Élégies romaines

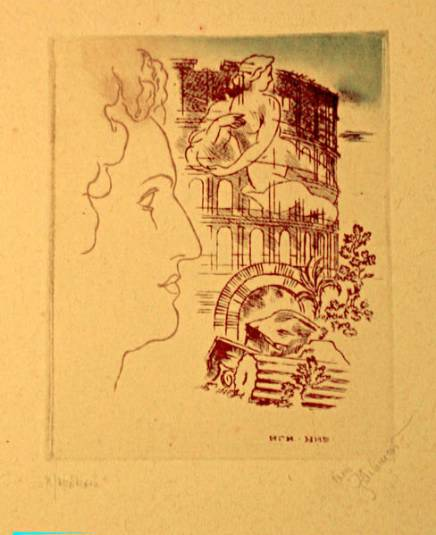
Illustration soviétique par Ignati Nivinski, 1933.

Élégies romaines (initialement publié sous le titre Erotica Romana en Allemagne, plus tard Römische Elegien) est un cycle de vingt-quatre poèmes de Johann Wolfgang von Goethe.  
Ils reflètent le voyage italien de Goethe de 1786 à 1788 et célèbrent la sensualité et la vigueur de la culture italienne et classique. Écrit principalement après son retour à Weimar, ils contiennent des poèmes sur de nombreux thèmes sexuels, et quatre d'entre eux ont été supprimés de la publication du vivant de Goethe en raison des craintes de censure ; ils n'ont été publiés qu'en 1914, en même temps qu'un grand corpus, Épigrammes vénitiens (de), écrit lors de son deuxième voyage plus court en Italie en 1790. 
Les élégies sont également un hommage affectueux à la compagne de Goethe, Christiane Vulpius, qu'il rencontra en 1788 à son retour d'Italie.